# Faisalabad
Faisalabad (anteriormente llamada Lyallpur) es la tercera ciudad más grande en Pakistán, la segunda más grande en la provincia de Panyab ―después de Lahore― y un importante centro industrial en Pakistán. En el año 2017 tenía una población aproximada de 3 203 846 habitantes.
También conocido como el Mánchester de Pakistán, Faisalabad es una ciudad industrial importante en oeste de Lahore y limita al norte con Hafizabad y Chiniot, al este con Nankana Sahib, al sur con Sahiwal y Toba Tek Singh y al oeste con Jhang.
La ciudad está en una carretera y unión de vía férrea, lo que juega un papel importante en el desarrollo de comercio y economía de Faisalabad. Ciudad con los campos cercanos, irrigado por el Río Chenab, producen algodón, trigo, caña de azúcar, vegetales, y frutas que forman 55 % de las exportaciones de Pakistán. La ciudad es un centro industrial con los patios de reparación de vía férrea, diseños de ingeniería e industrias que producen azúcar, harina y aceite. Otros productos incluyen calcetería, tintes, químicos industriales, bebidas, ropas, pulpa, papel, el equipaje agrícola, y ghee. Faisalabad es sede de la Universidad de Agricultura, fundada en 1909.

## Geografía y clima
Faisalabad sitúa en el nordeste de Panyab, entre la longitud 73° 74’ este, y latitud 30° 31.5’ norte, con una elevación de 184 m s. n. m.. La ciudad propia cubre un área de 1230 km² aproximadamente, mientras el distrito cubre más de 16 000 km².
El río Chenab fluye aproximadamente 30 km al noroeste, mientras el río Ravi serpentea aproximadamente 40 km al sureste de la ciudad. Un canal de río Chenab es la fuente principal de irrigación que reúne los requisitos de 80 % de tierra cultivada. El suelo de Faisalabad está formado por aluvión mezclado con loess con características calcáreas, haciéndolo muy fértil.
Debido a su evapotranspiración muy alta, Faisalabad ofrece un clima árido. El clima del distrito puede ser en extremas, con un verano de 50 °C (122 °F) y un inverno de –2 °C (28 °F). En general, la temperatura máxima y mínima en verano son 39 °C (102 °F) y 27 °C (81 °F) respectivamente. Mientras en invierno es alrededor de 17 °C (63 °F) y 6 °C (43 °F) respectivamente. Verano empieza en abril y continúa hasta octubre. Mayo, junio y julio son los meses más calorosos. El inverno empieza en noviembre y continúa hasta marzo. Diciembre, enero y febrero son los meses más fríos. La precipitación es de 300 mm aproximadamente y la mitad es en julio y agosto.

## Economía
El estudio de PricewaterhouseCoopers realizado en 2009, mientras inspeccionando PIB del año 2008 de diferentes ciudades del mundo, PIB de Faisalabad Fue calculado a las $14 000 millones. Fue la tercera ciudad en Pakistán detrás de Karachi ($78 000 millones) y Lahore ($40 000 millones). PIB de Faisalabad es proyectado a subir a $87 000 millones en 2025 con una tasa de 5.7 %, superior que la de Karachi y Lahore 5.5 % y 5.6 % respectivamente.
La industria textil de Faisalabad constituye más de 65 % del mercado de exportación de Pakistán que forma 58 % de exportaciones totales de Pakistán. Esto hace la porción de Faisalabad de exportaciones totales de Pakistán más de 40 %.

## Deportes

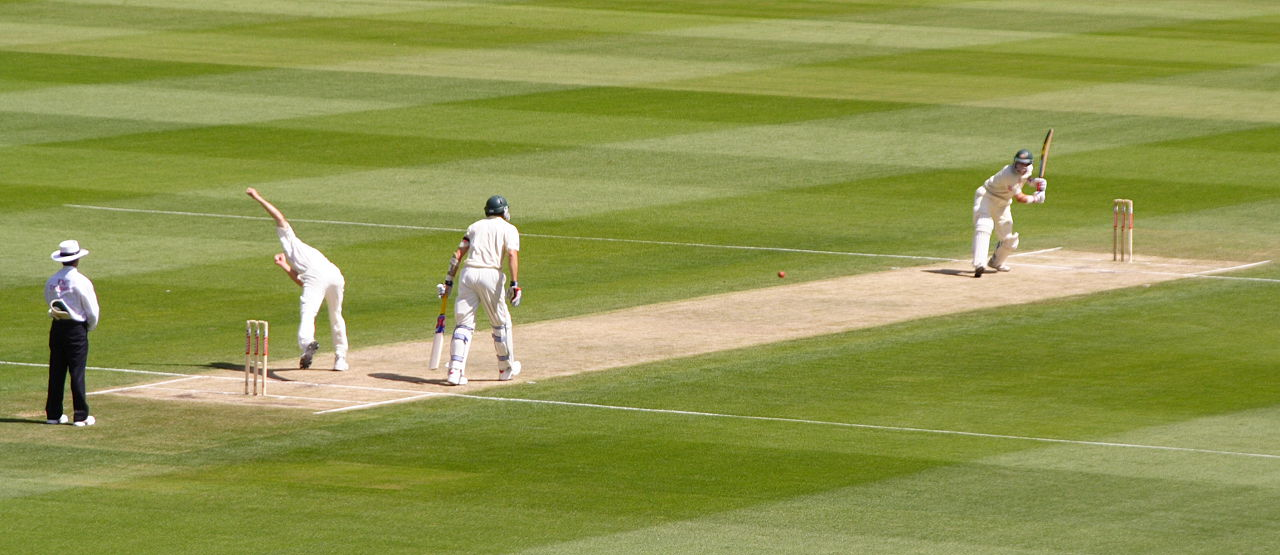
El juego del críquet.

El deporte nacional es el hockey, pero el más popular es el críquet. Se juega en cualquier parte de la ciudad. En Faisalabad está situado uno de los estadios más antiguos e importantes de críquet en Pakistán. El estadio fue sede de Copa Mundial de 1987 y 1996. También hay un estadio para hockey. Otros deportes populares son, fútbol, kabaddi, tenis de mesa, snooker y squash. Deportes como bádminton, voleibol, baloncesto y halterofilia son cada día más populares.

## Cultura
La cultura de Faisalabad es bastante diversa por ser una ciudad industrial y llegan a trabajar personas de diferentes ciudades. Pero predomina la cultura panyabí.

## Educación
La población de Faisalabad tiene una proporción de alfabetización de 58 %, con 60 % para los varones y 56 % para las mujeres (más altas que el promedio nacional).

## Gastronomía

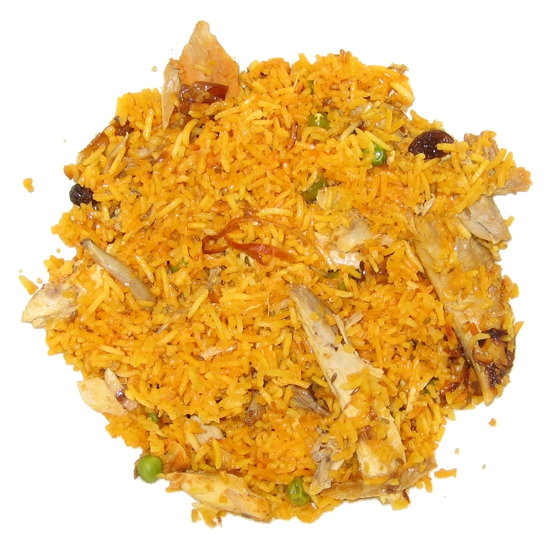
Biryani

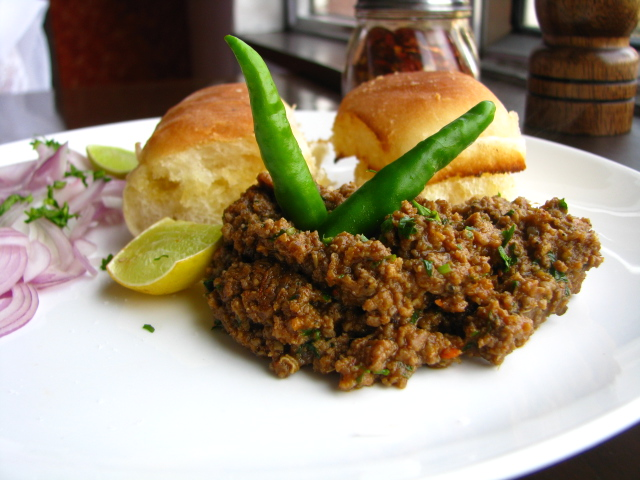
Keema

La cocina puede ser vegetariana o no vegetariana. Entre la no vegetariana hay pollo tikka, kebab, biryani y keema. Mientras la bebida local es el lassi.

## Religión
La religión de la mayoría es el islamismo, con minorías de sijes, cristianos e hinduistas. La mayoría de los musulmanes son suníes con una minoría significante de chiíes.
Entre las diferentes actividades religiosas se celebran Eid al-Adha, Eid al-Fitr y Mawlid.
Antes de la partición de la India en 1947, la mayoría de la población era hinduista (47%) y sij (16%), en un distrito musulmán en un 63%. Los disturbios y masacres sectarias supusieron el abandono de esta ciudad de los creyentes de estas religiones y la llegada de gran cantidad de refugiados musulmanes del Punyab Oriental indio.